# ひずみエネルギー (有機化学)
ひずみエネルギー (Strain energy)は、原子の結合により生じたひずみを原因とする分子が有するエネルギー。ひずみエネルギーが大きいほど分子は不安定となり、よりエネルギーの低い構造になろうと変形をする。

## 種類
角ひずみ
電子軌道特有の結合角に対して、シクロなどの形状の制約により実際の結合角が違う場合に生じるエネルギー。
ねじれひずみ
結合を挟んで向かい合った原子同士が電気的な反発力で生じるエネルギー。
立体ひずみ
原子が密集し空間が狭い場合に生じる物理的なエネルギー。